# 班克斯鎮區 (密歇根州)
班克斯鎮區（英語：Banks Township）是位於美國密歇根州安特里姆縣的一個行政鎮區。

## 地方資料
班克斯鎮區的面積為132.70平方千米，當中陸地面積為116.40平方千米，而水域面積為16.30平方千米。根據2020年美國人口普查的數據，當地共有人口1588人，而人口密度為每平方千米11.97人。